# Чемпионат мира по хоккею с шайбой среди молодёжных команд 1982
6-й чемпионат мира по хоккею с шайбой среди молодёжных команд прошёл в городах Виннипег, Кенора, Дулут, Брандон, Гранд-Рапидс, Брейнерд, Верджиния, Блумингтон, Интернашенал-Фолс, Сент-Клауд, Бернсвилл, Нью-Алм, Манкейто, Рочестер и Миннеаполис с 27 декабря 1981 года по 2 января 1982 года. Звание чемпиона мира разыгрывали восемь сборных по круговой системе. Победу одержали хоккеисты сборной Канады, 2 место заняла сборная Чехословакии. Бронзовые медали достались сборной Финляндии. Четвёртое место заняла сборная СССР.

## Итоговая таблица
| Место | Сборная      | Канада | Чехословакия | Финляндия | Союз Советских Социалистических Республик | Швеция | Соединённые Штаты Америки | Федеративная Республика Германии (1949—1990) | Швейцария | И | В | Н | П | ШЗ | ШП | О  |
| ----- | ------------ | ------ | ------------ | --------- | ----------------------------------------- | ------ | ------------------------- | -------------------------------------------- | --------- | - | - | - | - | -- | -- | -- |
| 1     | Канада       |        | 3:3          | 5:1       | 7:0                                       | 3:2    | 5:4                       | 11:3                                         | 11:1      | 7 | 6 | 1 | 0 | 45 | 14 | 13 |
| 2     | Чехословакия | 3:3    |              | 5:1       | 3:2                                       | 4:6    | 6:4                       | 7:1                                          | 16:0      | 7 | 5 | 1 | 1 | 44 | 17 | 11 |
| 3     | Финляндия    | 1:5    | 1:5          |           | 6:3                                       | 9:6    | 8:4                       | 8:4                                          | 14:2      | 7 | 5 | 0 | 2 | 47 | 29 | 10 |
| 4     | СССР         | 0:7    | 2:3          | 3:6       |                                           | 7:2    | 7:0                       | 12:3                                         | 11:4      | 7 | 4 | 0 | 3 | 42 | 25 | 8  |
| 5     | Швеция       | 2:3    | 6:4          | 6:9       | 2:7                                       |        | 4:2                       | 5:1                                          | 17:0      | 7 | 4 | 0 | 3 | 42 | 26 | 8  |
| 6     | США          | 4:5    | 4:6          | 4:8       | 0:7                                       | 2:4    |                           | 8:1                                          | 6:3       | 7 | 2 | 0 | 5 | 28 | 34 | 4  |
| 7     | ФРГ          | 3:11   | 1:7          | 4:8       | 3:12                                      | 1:5    | 1:8                       |                                              | 6:5       | 7 | 1 | 0 | 6 | 19 | 56 | 2  |
| 8     | Швейцария    | 1:11   | 0:16         | 2:14      | 4:11                                      | 0:17   | 3:6                       | 5:6                                          |           | 7 | 0 | 0 | 7 | 15 | 81 | 0  |

 Швейцария, заняв последнее место, выбыла в Группу В.

## Рейтинг и статистика

### Лучшие бомбардиры
| М  | Игрок            | Страна    | Г | П | О  |
| -- | ---------------- | --------- | - | - | -- |
| 1  | Раймо Сумманен   | Финляндия | 7 | 9 | 16 |
| 2  | Петри Скрико     | Финляндия | 8 | 7 | 15 |
| 3  | Ристо Яло        | Финляндия | 7 | 8 | 15 |
| 4  | Майк Моллер      | Канада    | 5 | 9 | 14 |
| 5  | Анатолий Семёнов | СССР      | 5 | 8 | 13 |
| 6  | Марк Габшейд     | Канада    | 6 | 6 | 12 |
| 7  | Скотт Арниел     | Канада    | 5 | 6 | 11 |
| 8  | Брюс Икин        | Канада    | 4 | 7 | 11 |
| 9  | Олег Старков     | СССР      | 3 | 8 | 11 |
| 10 | Магнус Роап      | Швеция    | 7 | 3 | 10 |

### Награды
Лучшие игроки, выбранные дирекцией ИИХФ
- Вратарь:  Майк Моффат
- Защитник:  Горд Клузак
- Нападающий:  Петри Скрико

Команда всех звезд, выбранная СМИ
- Вратарь:  Майк Моффат
- Защитники:  Горд Клузак —  Илья Бякин
- Нападающие:  Владимир Ружичка —  Петри Скрико —  Майк Моллер

## Составы
Согласно

| . Канада · Вратари - 30 — Майк Моффэт - 1 — Фрэнк Кэприс Защитники - 5 — Поль Бутилье - 10 — Гарт Батчер - 3 — Гэри Нюланд - 2 — Рэнди Моллер - 9 — Джеймс Пэтрик - 4 — Горд Клузак Нападающие - 15 — Майк Моллер - 16 — Марк Хэбшейд - 14 — Скотт Эрниел - 24 — Брюс Икин - 19 — Пол Сир - 17 — Марк Моррисон - 21 — Трой Мюррэй - 7 — Пьер Риу - 20 — Кэри Уилсон - 11 — Тодд Струби - 23 — Дэйв Моррисон - 12 — Мо Лемэй - Главный тренер: Дэйв Кинг 5. Швеция · Вратари - 25 — Петер Ослин - 1 — Оке Лильебьёрн Защитники - 3 — Петер Андерссон - 2 — Матс Луст - 8 — Роберт Нордмарк - 7 — Йенс Юханссон - 6 — Ульф Самуэльссон - 9 — Уве Петерссон - 4 — Леннарт Дальберг Нападающие - 18 — Магнус Роупе - 11 — Микаэль Йьельм - 22 — Юнас Бергквист - 16 — Петер Мадах - 20 — Йенс Элинг - 13 — Андерс Юнссон - 10 — Челль Далин - 15 — Мартин Линсе - 17 — Петер Нильссон - 21 — Пер—Эрик Эклунд - 19 — Андерс Викберг - Главный тренер: Челль Ларссон | . Чехословакия · Вратари - 2 — Вацлав Фюрбахер - 1 — Петер Харазин Защитники - 4 — Карел Соудек - 9 — Антонин Ставьяна - 3 — Петер Касик - 8 — Вацлав Бадоучек - 26 — Франтишек Мусил - 6 — Моймир Божик Нападающие - 21 — Иржи Дудачек - 14 — Владимир Ружичка - 11 — Милан Эберле - 19 — Ростислав Влах - 22 — Владимир Свитек - 25 — Камил Пржецехтел - 17 — Иван Дорнич - 10 — Людвик Копецки - 5 — Петр Росол - 18 — Томаш Елинек - 24 — Ярослав Хауэр - 23 — Павел Пророк - Главный тренер: Франтишек Поспишил 6. США · Вратари - 30 — Джон Кейси - 1 — Джон Ванбисбрук Защитники: - 2 — Фил Хаусли - 3 — Том Карверс - 5 — Билл Шафхаузер - 4 — Крис Гай - 20 — Крис Челиос - 6 — Дэн Макфэлл Нападающие - 7 — Рик Эрдэлл - 8 — Кори Миллен - 9 — Майк O’Коннор - 10 — Келли Миллер - 11 — Тони Келлин - 12 — Скотт Фуско - 14 — Кевин Фостер - 15 — Марк Марост - 16 — Дэн Жерарден - 17 — Том Херциг - 18 — Чарли Ландин - 19 — Тим Томас - Главный тренер: Лу Вайро | . Финляндия · Вратари - 1 — Кари Такко - 25 — Юкка Тамми Защитники - 3 — Маркус Лехто - 6 — Тимо Ютила - 7 — Симо Сааринен - 8 — Ханну Вирта - 4 — Хейкки Лейме - 5 — Яри Мунк - 2 — Ханну Хенрикссон Нападающие - 24 — Раймо Сумманен - 9 — Петри Скрико - 31 — Ристо Яло - 14 — Пекка Ярвеля - 18 — Сакари Петяяхо - 10 — Ханну Ярвенпяя - 17 — Теппо Вирта - 16 — Арто Сирвиё - 11 — Йосе Пеккала - 23 — Эса Томмила - 15 — Харри Нюстрём - Главный тренер: Алпо Сухонен 7. ФРГ · Вратари: - 1 — Йозеф Хайсс - 23 — Томас Борнтрэгер Защитники: - 2 — Борис Капла - 4 — Франц Юттнер - 6 — Андреас Нидербергер - 7 — Клаус Файстль - 9 — Роберт Штерфлингер - 22 — Петер Вигль Нападающие: - 10 — Эдгар Лилль - 11 — Дитер Хеген - 12 — Михаэль Бец - 13 — Петер Станкович - 14 — Хельмут Патцнер - 15 — Роберт Хаммерле - 16 — Александр Шнёлль - 18 — Йенс Тоссе - 19 — Джо Вассерек - 20 — Ханс-Георг Эдер - 24 — Франц Куммер - Главный тренер: Ханс Рампф | 4. СССР Вратари - 1 — Виталий Самойлов - 20 — Андрей Карпин Защитники - 5 — Игорь Стельнов - 4 — Владимир Тюриков - 6 — Евгений Белов - 2 — Илья Бякин - 7 — Константин Курашов - 3 — Святослав Хализов Нападающие - 22 — Анатолий Семёнов - 8 — Олег Старков - 23 — Михаил Васильев - 11 — Сергей Кучин - 13 — Сергей Яшин - 14 — Евгений Рощин - 12 — Леонид Трухно - 9 — Юрий Шипицын - 24 — Сергей Одинцов - 10 — Сергей Кудяшов - 15 — Сергей Пряхин - 19 — Евгений Штепа - Главный тренер: Игорь Тузик 8. Швейцария Вратари - 1 — Людвиг Лемменмайер - 24 — Седрик Ленгаше - 25 — Ренато Тозио Защитники - 2 — Юрг Мартон - 3 — Рихард Йост - 4 — Андреас Бойтлер - 6 — Патрис Бразе - 7 — Ивар Шварц - 8 — Бруно Хидбер Нападающие - 9 — Вилли Колер - 10 — Пьер Жирарден - 11 — Иван Грига - 14 — Йорг Эберле - 15 — Эрик Жандюпо - 16 — Урс Буркарт - 18 — Филипп Джанчино - 19 — Альфред Бош - 20 — Томас Майер - 21 — Роман Вегер - 22 — Петер Мозер - 23 — Сержио Согель - Главный тренер: Джек Холмс |

## Группа B
Матчи состоялись 16 — 20 марта в Херенвене (Нидерланды).

### Предварительный раунд
Группа A
| Сборная      | Австрия | Дания | Франция | Югославия | ШЗ | ШП | О |
| ------------ | ------- | ----- | ------- | --------- | -- | -- | - |
| 1. Австрия   |         | 6:2   | 4:3     | 9:5       | 19 | 10 | 6 |
| 2. Дания     | 2:6     |       | 9:3     | 7:3       | 18 | 12 | 4 |
| 3. Франция   | 3:4     | 3:9   |         | 6:1       | 12 | 14 | 2 |
| 4. Югославия | 5:9     | 3:7   | 1:6     |           | 9  | 22 | 0 |

Группа B
| Сборная       | Норвегия | Япония | Италия | Нидерланды | ШЗ | ШП | О |
| ------------- | -------- | ------ | ------ | ---------- | -- | -- | - |
| 1. Норвегия   |          | 4:2    | 6:2    | 5:2        | 15 | 6  | 6 |
| 2. Япония     | 2:4      |        | 5:2    | 9:2        | 16 | 8  | 4 |
| 3. Италия     | 2:6      | 2:5    |        | 2:2        | 6  | 13 | 1 |
| 4. Нидерланды | 2:5      | 2:9    | 2:2    |            | 6  | 16 | 1 |

### Плей-офф
- За 7-е место

Нидерланды  —  Югославия 6:3 (2:2, 2:0, 3:1)
- За 5-е место

Франция  —  Италия 6:2 (3:0, 1:1, 2:1)
- За 3-е место

Япония  —  Дания 6:4 (2:2, 2:2, 2:0)
- Финал

Норвегия  —  Австрия 3:2 (2:1, 1:1, 0:0)
 Норвегия завоевала путёвку на Чемпионат мира по хоккею с шайбой среди молодёжных команд 1983.